# Giuse Chu Bảo Ngọc
Giuse Chu Bảo Ngọc (tiếng Trung: 朱寶玉, Joseph Zhu Bao-yu, 2 tháng 7 năm 1921 - 7 tháng 5 năm 2020) là một giám mục người Trung Quốc của giáo hội hầm trú được Giáo hội Công giáo Rôma công nhận. Ông từng đảm trách chức vị giám mục chính tòa Giáo phận Nam Dương từ năm 2002 đến năm 2010. Đối với chính quyền Trung Quốc, ông vẫn được công nhận là giám mục chính tòa Nam Dương.

## Tiểu sử
Giám mục Chu sinh ngày 2 tháng 7 năm 1921 tại Hà Nam, Trung Quốc. Sau quá trình tu học, năm 1957, ông được phong chức linh mục, bắt đầu hoạt động mục vụ tại Nam Dương. Tháng 11 năm 1981, ông dẫn đầu một nhóm các tín hữu hành hương từ Nam Dương đến Xà Sơn, một thánh địa Công giáo tại Thượng Hải. Chính quyền Trung Quốc sau đó đã cho bắt giam và buộc tội ông kích động gây rối. Năm 1982, ông bị kết án 10 năm tù giam.
Năm 1991, ông được trả tự do. Tuy sau đó ông chuyển về sống ở quê nhà, nhưng chính quyền Trung Quốc vẫn áp đặt lệnh hạn chế cho ông đi lại trong khu vực Nam Dương.
Thời kỳ làm linh mục, linh mục Chu thường dùng xe đạp đến thăm giáo dân. Sau khi trở thành giám mục, ông vẫn giữ phong cách giản dị trong đời sống. Ông từng bị cầm tù và đi lao động cải tạo lâu năm với 20 linh mục và hàng trăm nữ tu từ Tu viện Thánh Giuse.
Cuối năm 1994, Tòa Thánh mật báo bổ nhiệm linh mục Giuse Chu Bảo Ngọc làm giám mục phó Giáo phận Nam Dương. Lễ tấn phong đã được cử hành trong vòng bí mật ngày 19 tháng 3 năm 1995. Giám mục Chủ phong là Giuse Cận Đức Thần và hai giám mục phụ phong gồm giám mục Luca Tôma Trương Hoài Tín từ Giáo phận Cấp Huyện và giám mục Nicôla Sử Cảnh Hiền của Giáo phận Thương Khâu. Tòa Thánh quyết định công nhận sự kế vị giám mục chính tòa Nam Dương cho ông ngày 21 tháng 11 năm 2002. Năm 2010, Tòa Thánh thông báo cho ông hồi hưu, giám mục phó Phêrô Cận Lộc Cương kế vị chức danh giám mục chính tòa. Đối với chính quyền Trung Quốc, họ chỉ công nhận giám mục Cận là giám mục phó vào ngày 30 tháng 12 năm 2019. Trong vòng 10 năm không được chính quyền Trung Quốc công nhận, giám mục Cận bị xem là linh mục và thường bị cản trở trong công tác mục vụ Công giáo. Đây là một động thái đi sau thỏa thuận giữa Trung Quốc và Tòa Thánh về vấn đề bổ nhiệm giám mục trong tương lai. Trước đây, với tình huống nghịch lý hai giám mục đều tấn phong bởi Tòa Thánh được và không được sự chấp nhận từ chính quyền đã gây ra nhiều hệ lụy.
Sau khi được truyền chức giám mục cách bí mật, ông dần thay đổi quan điểm, ghi nhận sự cởi mở đối với chính quyền Trung Quốc. Vì vậy, ngày 30 tháng 6 năm 2011, chính quyền Trung Quốc công nhận chức giám mục của ông trên vai trò Giám mục Nam Dương. Lễ "nhận tòa" này của giám mục Chu được cử hành cùng ngày, với sự tham gia của 50 người. Giám mục Chu Bảo Ngọc cho rằng, ông chấp nhận sự công nhận của chính quyền để lấy lại các cơ sở tôn giáo bị tịch thu thời Cách mạng Văn hóa. Quyết định này gây chia rẽ trong hàng giáo sĩ và giáo dân tại giáo phận thuộc giáo hội hầm trú. Giám mục Cận Lộc Cương và hơn 10 linh mục thuộc linh mục đoàn bày tỏ sự phản đối với quyết định này vì cho rằng thực tế giám mục Chu bị chính quyền Trung Quốc kiểm soát. Viết về sự kiện này, Cath – một tờ báo Công giáo tiếng Pháp viết rằng giám mục Chu đã "đổi phe".
Giám mục Chu mắc bệnh Covid-19 vào ngày 3 tháng 2 năm 2020, nhưng sau đó đã được chữa khỏi hoàn toàn vào ngày 14 tháng 2. Giám mục Chu được chữa trị tại bệnh viện trung ương ở Nam Dương. Tin tức chữa khỏi thành công cho một bệnh nhân cao niên trở thành tin tức lớn, được loan đi bởi tờ Nhân Dân nhật báo của Trung Quốc. Ngoài mắc dịch viêm phổi Corona, giám mục Chu Bảo Ngọc còn bị rối loạn nhịp tim và tràn dịch màng phổi. Với độ tuổi là 98, giám mục Chu là bệnh nhân lớn tuổi nhất được chữa trị thành công dịch bệnh Covid-19.
Ông qua đời ngày 7 tháng 5 năm 2020 tại Nam Dương - Trung Quốc, hưởng thọ 98 tuổi.